# Nyíregyháza villamosvonal-hálózata
A nyíregyházi villamos 1911. augusztus 7. és 1969. május 31-e között közlekedett a városban, ezáltal 58 éven át szolgálta a lakosságot. Megszűnése után a síneket 1972-ig felszedték, helyébe a 7-es számú busz lépett, melyet később 8-asra számoztak át. Több terv is született az újraindításáról, azonban erre ez idáig nem került sor.

## Története

### A villamosvasút és a keskeny nyomtávú vasút
Az első gondolatok 1897-ben vetődtek fel, mivel a megyeszékhely gyors fejlődésnek indult, és jelentősen megnövekedett a városba látogatók száma. A Megyeháza, a Törvényszék, a Bankok, vagy a terménykereskedelem ügyfelei vasúton érkeztek a városba. A vasútállomás közelében egy nagy létszámú laktanya működött, ahonnan csupán gyalogosan, vagy konflissal, esetlegesen omnibusszal lehetett bejutni a belvárosba. Ezt az állapotot kívánta a város vezetősége megszüntetni, és egy olyan minden igényt kielégítő utasszállító eszközt terveztek, amely minden időjárási körülmények között szállíthatja az utasokat. Ennek megtervezését komolyan vették, és egy budapesti mérnöki irodát bíztak meg a tervezéssel, méghozzá a Hirschler és Baracs mérnöki irodát, akik még 1897-ben elkészítették a terveket a villamosvasútra vonatkozóan. Az elképzelésük szerint a vasútállomás és Sóstó között üzemelt volna a villamosvasút.
Az előmunkálatokra az engedélyt a "Részvénytársaság Villamos és Közlekedési Vállalatok Számára" nevű társaság szerezte meg, melyből szerződés született, és 1898. november 22-én aláírásra került. Sajnos az erőfeszítések ellenére a villamosvasút nem épült meg, és a napirendről is levették a tervet, és pár évig hanyagolták a dolgot. Azonban Magyarország gyors fejlődésének köszönhetően Nyíregyházán is szükségesnek vélték a villamos megtervezését.

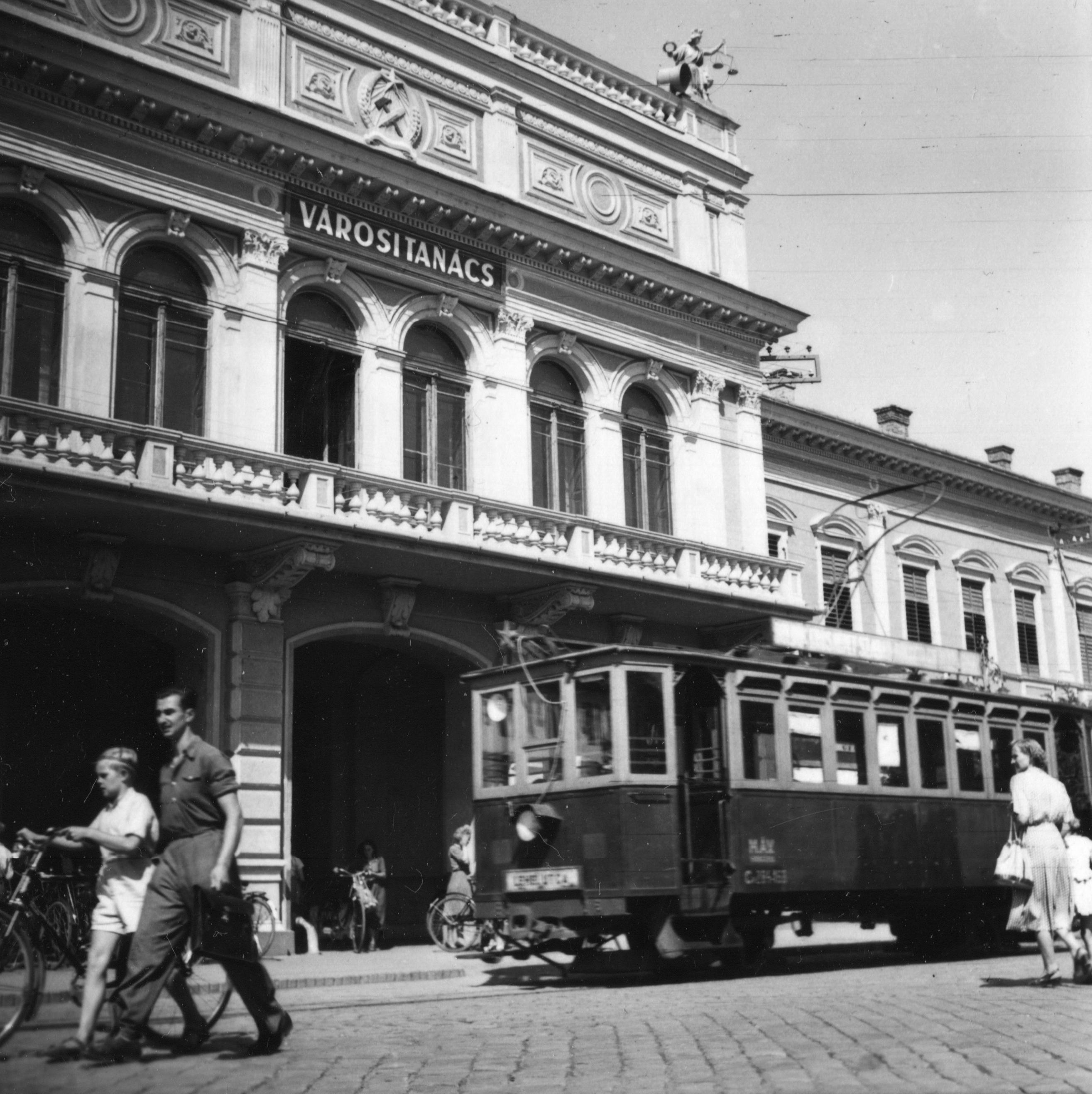
Kossuth tér. Villamos a Városi Tanács előtt (ma Városháza) (1952)

A villamosvasút gondolata először a megye vezetőinek körében fogalmazódott meg, és egy keskenynyomtávú vasút építését forszírozták. 1887-ben Grafel főispán vetette fel először azt, hogy Ibrány és Kótaj irányában kellene először a vonalat kiépíteni, majd 1888-ban Kállay András főispán Nyíregyháza és a Rétköz gazdaságának fellendítése érdekében javasolta a vasút építését. A tervezett vonal Nyíregyháza, Sóstófürdő – Kótaj – Buj – Ibrány – Nagyhalász és Dombrád települések gazdaságának fellendítését szolgálta volna. A keskeny nyomtávú vasút építése érdektelenség miatt nem valósult meg, és azt elvetették, és nem szerepelt a tervezett fejlesztésű dolgok között. 1897-ben – 10 év után – Szesztay László tervei alapján Járossy Sándor kért, és kapott előmunkálati engedélyt egy Nyíregyháza és Dombrád közötti vasút létesítésére. A vasút ismét nem épült meg, úgy tűnt, hogy az egy évtized kevés volt a nézetek elsimítására. A villamosvasúthoz hasonlóan a keskeny nyomtávú vasút építése is pihenőre kényszeredett.
1903-ban ismét felvetődött a vasútépítés lehetősége, és a vármegye új főispánja báró Feilitzsef Bertold báró támogatta Szesztay László korábbi tervét, így április 6-án gyűlést hívott össze. Az ott elhangzottak kedvező fogadtatásban részesültek, így a gyűlés után két hónappal már tanácskoztak a vezetők, és az érintett települések vezetői a keskeny nyomtávú vasút építésével kapcsolatban. A tervezés nagy tempóban haladt előre, így megalakult a Nyíregyházavidéki Kisvasutak Részvénytársaság (NyVKV Rt.). A terveket Szesztay készítette elő, és 1905. április 9-én kiadták az engedélyeket a vasút építésére. December 21-én már megtörtént a műtanrendőri bejárás, és elindulhatott a vasúti forgalom. Igaz egyelőre csak a teherszállítás.
1904. március 3-án már utasokat szállító szerelvény is közlekedett Dombrádig, majd nyolc nap múlva elindult a régóta várt helyi közlekedés első üteme a Lehel utca és Városmajor szakaszon, mely 3,5 km-t tett ki. Naponta 15 vonatpár szállította az utasokat reggel 5 óra 48 perc és 21 óra 43 perc között. A Sóstó és Nyíregyházi vonal 1906. április 29-én indult el, napi kilenc vonatpárral. Ez a közlekedési mód öt éven keresztül határozta meg a személyszállítást.

### A villamos előkészületei
1909-ben a Részvénytársaság Villamos és Közlekedési Vállalatok Számára (továbbiakban RVKVSZ) kedvező ajánlattal állt elő a vasút üzletkezelésére vonatkozóan, és az ajánlat elfogadása után szerződést kötöttek, ami arra terjedt ki, hogy az RVKVSZ átveszi az üzemeltetési jogot a Nyírvidéki Kisvasutaktól, és vállalja, hogy a Nyíregyháza-átrakó és Sóstó közötti pályaszakaszt átépíti villamos üzemeltetésre. Ennek költségeit 30 év alatt az NyVKV fizeti meg 5%-os kamattal. Valamint a korábban vásárolt aradi Weitzer gyár által előállított benzin-elektromos motorkocsikat "villamos" üzemeltetésére átalakítja. A cég a Nyíregyházi Villamossági Rt.-vel szerződésben biztosítja az 550V egyenfeszültségű villamos energiát. A társaság és az NyVKV évi 33.000 korona bérleti díjban állapodtak meg ekkor. A szerződés kiterjedt arra hogy az akkori 92 fő dolgozót az RVKVSZ átveszi. A tényleges átvétel 1910. január 22-én történt meg, ekkor vette át a Trust cég (ejtsd: Tröszt) a létesítményeket, és eszközöket. A Nyíregyháza-átrakó állomás és Sóstó közötti szakasz villamosításához az 1897-ben készült Hirschler – Baracs féle villamosítási terveket használták fel. Május 13-án a vasútvonal nyíregyházi szakaszának villamosítása és módosítása miatt új szerződést kötöttek, és meghatározták a viteldíjakat is. Felnőtt és gyermek kategóriákat hoztak létre. A teljes villamos vonalból rövidebb-hosszabb szakaszokat alakítottak ki, és ezekre állapították meg a díjakat. Később a jobb áttekinthetőség miatt módosították azt.

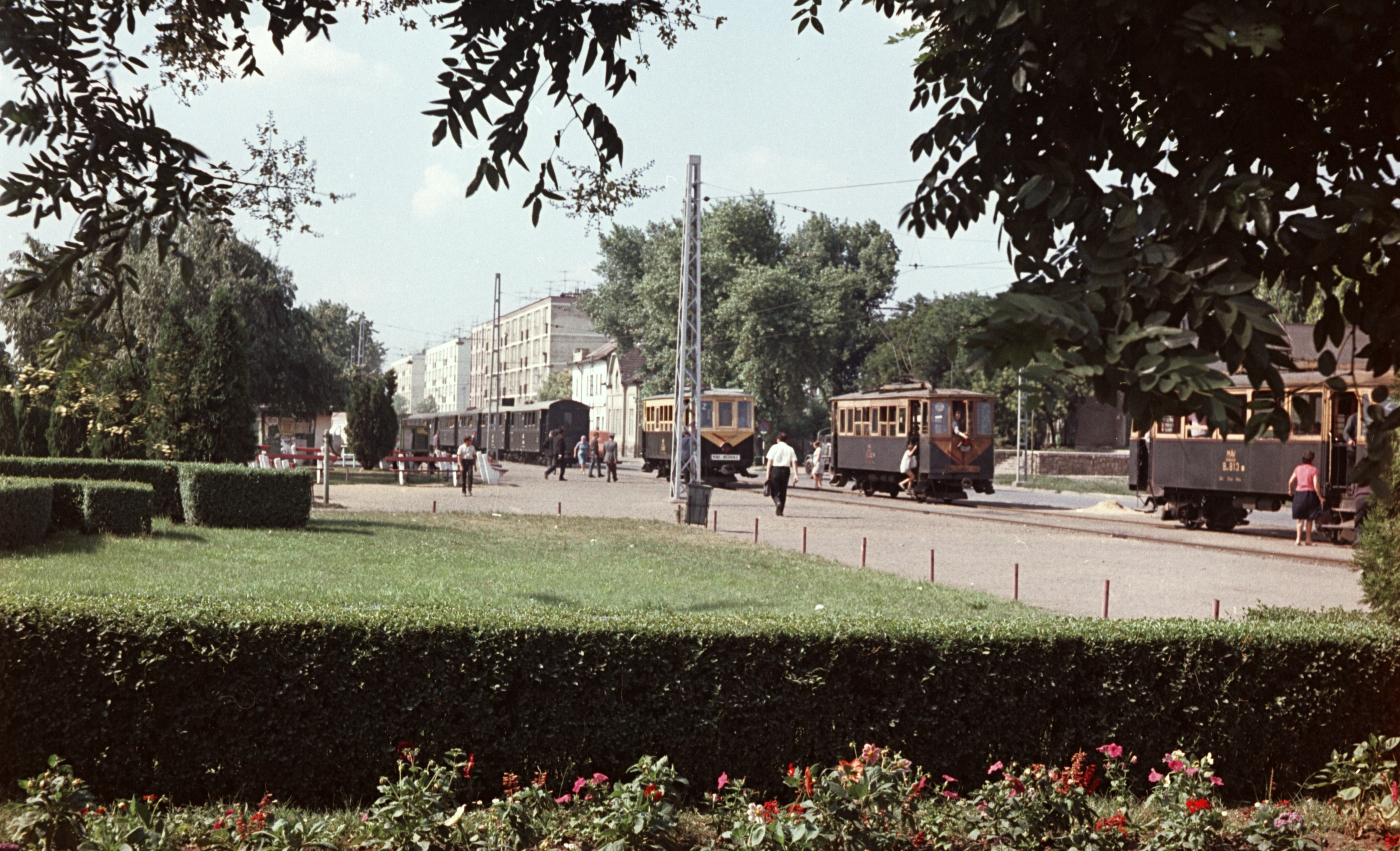
Állomás tér, villamos és keskeny-nyomtávú vasút végállomás a vasútállomás előtt. (1968)

A Nyíregyháza átrakó pályaudvar és Sóstógyógyfürdő közötti villamosítási munka, és egyéb vasútépítés a tervek szerint haladt. Új kitérővágányok készültek el. A MÁV-val kicsit nehézkes volt a megegyezés a vágányok nyomvonalában, így csak 1911. december 21-re készültek el vele. A Vasút úton (ma Széchenyi utca) a Szabolcs utca, Dessweffy tér (ma Bessenyei tér) között fektették le a pályát 5 kitérővel. A villamosokat 1910 januárjában rendelték meg a Ganz és Társa Vasöntöde és Gépgyár Rt.-től, mely elsőként három villamos motorkocsira terjedt ki, melyek 1911-ben meg is érkeztek, és NyVKV 51, 52, és 53 pályaszámmal kerültek forgalomba. Ezek voltak az első és egyben utolsó villamoskocsi beszerzések, mivel a többi villamos saját műhelyben készült.
Az RVKVSZ a szerződésben meghatározott feladatokat elvégezte, így 1911. augusztus 7-én egy 8,1 km-es pályaszakaszon megindult a városi villamos közlekedés. Így Nyíregyháza volt a 16. magyar város, ahol járt a villamos.

## A villamos motorkocsik adatai
- Gyártó: Ganz és Társa
- Beszerzési ára: 18.000 korona
- Gyártás éve: 1911
- Tengelytávolság: 2650 mm
- Teljes hossza: 7430 mm
- Kocsiszekrény hossza: 6690 mm
- Szélessége: 2150 mm
- Legnagyobb sebessége: 35 km/h
- Engedélyezett sebessége: 20 km/h
- Vontatómotor: 2 db 22 kW Ganz 150
- Tengelyek száma: 2
- Nyomtávolság: 760 mm
- Ülőhelyek száma: 20
- Állóhelyek száma: 8
- Magassága: 3310 mm
- Padlószint: 910 mm
- Kocsiosztály: 3
- Tömege: 8,2 t

## A villamos üzeme
1911 decemberében a MÁV állomás előtt is elkészült a kitérővágány, a tervezett menetrend reggel 6 órától este 9-ig tartott, és 10 percenként közlekedtek a villamosok. A villamos motorkocsik általában magukban közlekedtek, de ha az utasok száma megkívánta, egy mellékkocsit is kapcsoltak hozzá. Ez általában ünnepnap, vasárnap, a Sóstó-gyógyfürdőig közlekedő járatokra volt jellemző. A mellékkocsikat 1906 és 1907-ben szerezték be, melyek az aradi Weitzer gyárban készültek. Ezek hasonlítottak a villamoskocsikra, 2 tengelyes, nyitott előteres, és 2x4 ablakos 27 ülőhellyel rendelkeztek.
Az elkövetkezendő években nem történt változás. Az utasforgalom növekedett, kivéve az első világháborút, amikor csökkent az utasok száma, majd az 1920-as évek elején ismét növekedő tendenciát mutatott. Ez az állapot 1927-ig tartott, majd visszaesett. 1933-tól ismét megnövekedett a forgalom, mely az 1940-es évekig tartott. A második világháború ismét kettétörte az utazókedvet, és 1944. október 20-án a kisvasút és a villamos közlekedés is leállt.
1914-ben Búj állomás közelében két benzinüzemű villamos motorkocsi összeütközött, és kigyulladt. Felújításra nem volt lehetőség, majd 1915 és 1916-ban bővítették a kocsikat, és ekkor dőlt el a két romkocsi sorsa is. Két új járművel pótolták a kiesetteket. Mivel felújításuk költséges lett volna, így saját üzemükben villamos motorkocsikat építettek belőlük. A kocsik új felépítményt kaptak, 8-8 ablakkal látták el azokat, és mindkét végén vezetőállást alakítottak ki. 1928 és 1929 között ismét lehetőség volt a járműpark gyarapítására. Egy gőzmozdonyt rendeltek meg, és a saját műhelymunka is előtérbe került ennek köszönhetően. Készítettek egy villamos motorkocsit, mely a 62-es pályaszámú villamosok terve szerint készült, és a 63-as számot kapta meg. Ez a felállás a második világháború végéig működött.

## Útvonala
| Nyíregyháza-átrakó állomás → Bessenyei tér végállomás (kisállomás) → Sóstó végállomás |
| --- |
| Nyíregyháza-átrakó állomás – MÁV kitérő (ma MÁV Állomás) – Lehel utca – Gőzfürdő (ma Park üzletház) – Széchenyi utca (Szabolcs utcai megálló) – Nyírvízpalota (Christ sarok – Lichtenberg sarok) – Dessewffy tér (ma Bessenyei tér végállomás – kisállomás) – Kossuth utca – Dob utca sarok – Erdősor-/tenisz/ megálló – Erdei kitérő (kórháznál) – Sóstói végállomás (a Krúdy Szálló előtt) |

## A háború alatt
A német csapatok visszavonulásuk során felrobbantottak több vasúti átjárót, hidat is. Így semmisült meg a sóstói vasúti felüljáró is, valamint sok NyVKV létesítmény is. A Nyíregyházát is érintő harcok során megsérült a vasúti pálya, a villamos vezetékek, és a "villanytelep" is. Gyakorlatilag 1944. október 20.-ra leállt a teljes forgalom, így nem közlekedtek sem a villamosok, sem a kisvasút. A háború befejeztével 1944. novemberében elkezdődtek az újjáépítési munkálatok, és elkészült az ideiglenes sóstói híd is 1945. április 24-ére. Eközben a villamos elektromos vezetékeinek helyreállítása is folyamatban volt.
1945. május 1-én elindult a közlekedés az átrakó pályaudvar és a Bessenyei tér között, majd 1946. augusztus 19-től már Sóstóig járt a villamos. A végleges forgalom a teljes vonalon 1947. május 27-én indult meg.

## Új tulajdonos, új irányítás
1945 végén és 1946 elején az NyVKV vezetése közgyűlést tartott, melyen az újjáépítési költségek fedezésére alaptőke emelést határozott meg. A kibocsátott részvényeket a MÁV tulajdonában lévő Kaposvár – Mocsoládi HÉV vásárolta fel, és többségi tulajdonosi jogot szerzett. Ez azt jelentette, hogy a MÁV, még ha közvetve is – megszerezte az NyVKV feletti rendelkezési jogot és utasítására 1947. december 31.-i hatállyal felmondták az RVKVSZ – NyVKV közötti 38 éve élő szerződést. 1948. január 1-étől a MÁV lett az NyVKV üzletkezelője.
1948 év végén a 13 390/1948 számú rendelet alapján állami tulajdonba került a kisvasút , így megszűnt az NyVKV önállósága. 1949. márciusától más kisvasutakkal együtt a KPM 1. Vasúti Főosztály 3D ügyosztálya lett az irányító szervezet, majd október 21. napjától a 330.071/1949.I.-5/B számú MÁV rendelettel ismét összevonták a három kisvasutat, úgy mint az NyVKV, BkGV és Hegyközi Vasút – és MÁV Nyírbodrogi kisvasút néven, a MÁV debreceni Igazgatóság irányítása alá helyezték. A villamosközlekedésben ezek a változások semmilyen hatással nem voltak, csupán annyi volt, hogy megjelentek a villamosokon a MÁV és Hungária feliratok, valamint a MÁV rendszerű pályaszámok. A MÁV később még két alkalommal módosította a számrendszereit, először 1951-ben majd 1956-ban.

## A járműállomány gyarapodása
Az 50-es évek elején a város fejlődésével természetes módon megnövekedett az utasforgalom is, így felmerült a villamos járatok sűrítése, és a kocsik számának növelése is. A város és a környező települések kapcsolata erősödött a bejáró dolgozók és diákok számának növekedésével, és a kisvasút személyszállításának fejlesztésére is igény volt. A megoldás egyik része az volt, hogy a kis kapacitású motorkocsikat kivonták a távolsági forgalomból, és a lehetőségekhez mérten villamoskocsikká alakították át. A kis teljesítményű motorkocsikat C 50 típusú dízelmozdonyokkal pótolták, majd a forgalomból kivont motorkocsik átalakítását, a régi hagyományokhoz híven a kisvasút saját műhelyében végezték el. Első alkalommal 1952-ben a Ganz gyártmányú, eredetileg NyVKV 7. pályaszámú motorkocsi átalakítására került sor, mely az átalakítást követően a Cvill 812 pályaszámot kapta.
A következő átalakítás 1954-ben történt meg. Ekkor a Weitzer gyártmányú NyVKV 3-as számú motorkocsi és egy Ganz gyártmányú – eredetileg Sárospataki BkGV 3 – átépítésére került sor. Ez a felújítást követően a Cvill 813-as számot kapta.
Az átépítés során az Weitzer gyártmányú kocsi alvázát és kocsiszekrényét építették át, és a Ganz kocsi vontatómotorja lett beszerelve. Az átépítési szokásoktól eltérően egy budapesti villamoskocsi mintájára történt az átépítés, és egy szép megjelenésű döntött homlokzatú 2x5 ablakos villamoskocsi született.
Az utolsó átépítés 1958-ban történt, mely a harmadik és egyben utolsó volt. Ekkor is egy Weitzer gyártmányú kocsi átépítéséből lett a Bvill 803-as villamos, mely hasonló volt az 1952-ben készült Cvill 812-eshez. A tervek között szerepelt még több villamoskocsi átépítése is, így amikor befejeződött a Zempléni kisvasúton a vontató járműállomány cseréje, három motorkocsi került Nyíregyházára, azzal a szándékkal, hogy villamossá építik azokat, azonban erre már nem került sor.
1954-ben más kisvasutaktól több mint harminc teherkocsi érkezett a városba, melyeket as városi közlekedés számára nyitott kocsikká alakították át, így a nyári időszakban ezek közlekedtek Sóstó-Gyógyfürdőre. Ezeket a kocsikat az utasok "nyári kocsiknak" nevezték, és a kisvasút saját műhelyében készültek. Megjelenésükben hasonlóak voltak a 30-as években közlekedő nyitott személykocsikhoz. Az 5 darab kocsit Ean 90 és 94 pályaszámmal látták el.

## A vég
Az 1950-es évek közepe táján merült fel először, hogy az egyre nagyobb utaslétszám miatt bővítésre lenne szükség. Néhány évig még sikerült újabb villamosok üzembe helyezésével orvosolni a helyzetet, valamint villamospótló vonatokat is indítottak. Segítség volt az is, hogy a Németországból érkezett gyors motorkocsik (sínbuszok) a hétvégi csúcsidőben "úttörővasútként" közlekedtek, tehermentesítve a villamosközlekedést. Azonban az egy vágányos kitérős megoldással nem lehetett már tovább sűríteni a járatokat, és a villamoskocsik számának növelése sem volt érdemes, mert az elektromos hálózat és energiatermelő berendezések kapacitása teljesen ki volt használva, így újabb terhet nem bírt volna el. A lakosság sokat bosszankodott a zsúfolt villamosok miatt, és volt rá példa, hogy veszélyes helyzetek alakultak ki nem egy esetben, amikor az utasok a villamos lépcsőjén utaztak.
A szerdai és szombati piaci napok, a környező településekről érkező emberek is növelték az utazó közönség számát, valamint a strandszezonban, a szombatok és vasárnapok is egyre nagyobb terhet róttak a kisvasútra, és a villamosközlekedésre is. A vezetőség kereste a megoldást a problémákra, azonban anyagi helyzete, és hatásköre nem tette lehetővé érdemi döntéseket hozni. A megoldás többek között egy kétvágányú villamosvasút megépítése lett volna, ehhez mérten lévő járműállománnyal, valamint elegendő villamosenergia háttérrel. Ennek érdekében a MÁV többször fordult különböző szervezetekhez is a korszerűsítés érdekében. A város fejlődése során egyre nagyobb gondot jelentett a városon át közlekedő villamos, és kisvasút. A szerelvények áthaladtak a városközponton, mely gátolta a városrendezést, és fejlesztést is. Többször hangzott el olyan vélemény, hogy amennyiben nem találnak megoldást a villamosközlekedés normalizálására, meg kell azt szüntetni. A kisvasútra pedig az várt, hogy új nyomvonalat helyeztek ki a Nyíregyháza – Záhony vasútvonallal párhozamosan, melynek munkálatai 1967-ben kezdődtek, és 1969-ben fejezték be.

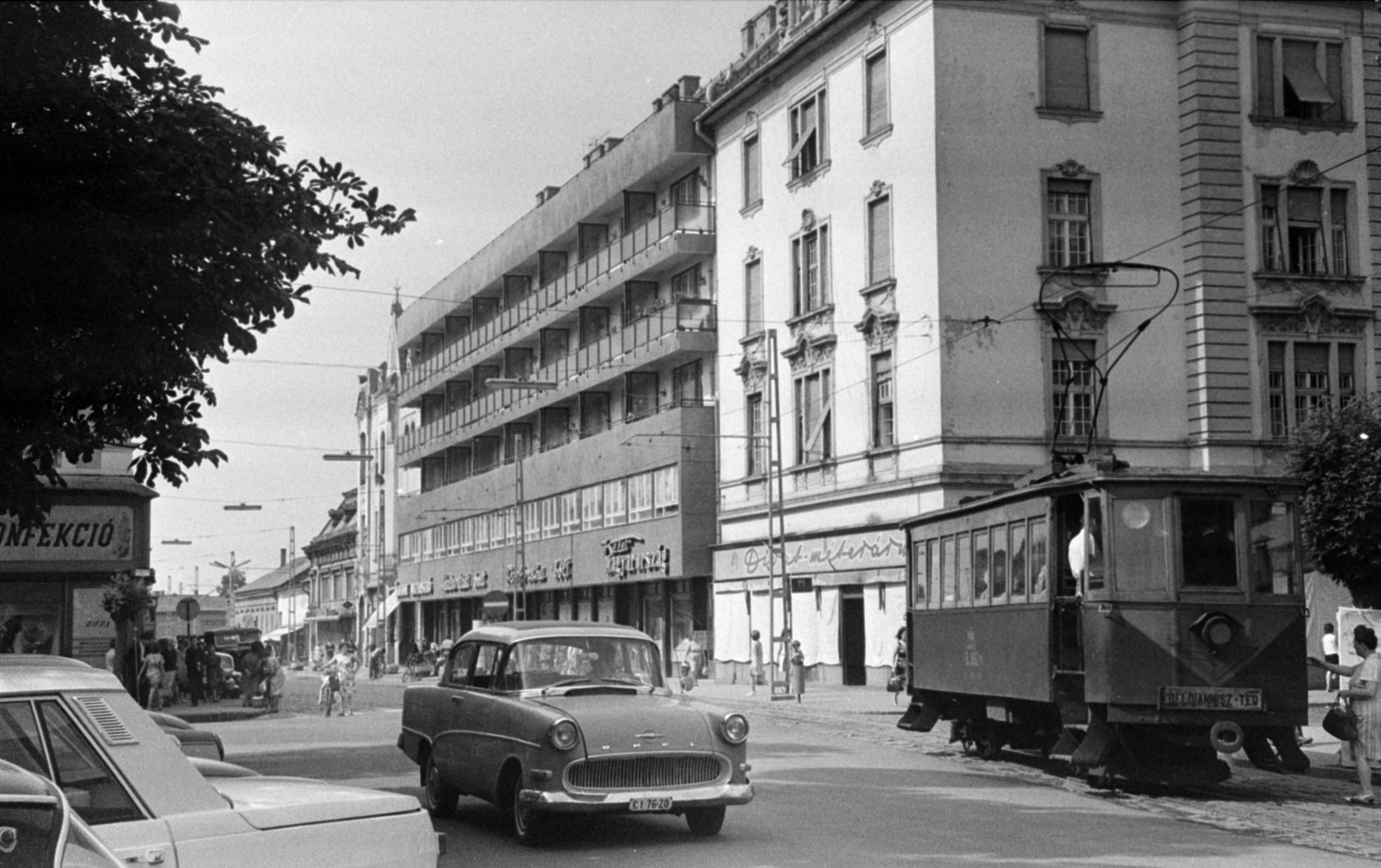
Villamos a Kossuth tér – Zrinyi Ilona utca sarkánál (1968)

A Kelet-Magyarország nevű megyei napilap több alkalommal írt erről. 1966. április 20-án már cikkezett arról, hogy a villamosközlekedés 1968. január 1-vel meg fog szűnni, és a cikk szerint két autóbusz járattal oldanák meg a villamos hiányát. 1968. február 8-án az olvasható, hogy megteremtődött a feltétele annak, hogy a kisvasutat kivonják a városból, majd február 15-én megkezdték a Tölgyes erőn keresztül a műút építését a Sóstó fele, mellyel párhuzamosan kihelyezték a kisvasút pályáját a Nyíregyháza-Záhony vasútvonal mellé.
A végleges döntés 1968. február 20-án született a Nyíregyház Városi Tanács végrehajtó bizottság ülésén, hogy a kisvasút kihelyezése mellett a villamos közlekedés megszüntethető, és autóbuszokkal pótolják majd a hiányt.
A várost elkerülő pályaszakasz átadása 1969. augusztus 1-én volt, és a MÁV részéről született döntés alapján a villamosforgalom 1969. május 31-vel leáll. E nap éjszakájának utolsó járata a városból az Átrakó pályaudvar felé haladva az 58 évig közlekedő villamosvasút utolsó járata lett.

## Az újraindítás költségei
Mivel a villamospálya, és a felsővezetékek gyakorlatilag eltűntek a megszűnés óta, mindent újra kellene építeni, melynek költségei nem hivatalos forrás szerint több mint 100-200 milliárd Ft-ba kerülnének.

## A villamoskocsik soráról
A Bvill 881 (eredetileg NyVKV 51) számú kocsi 1966-ban ütközött egy C 50-es dízelmozdonnyal, melyet sérülései miatt december 31-én leselejteztek. További sorsáról nem maradtak információk. A megmaradt 8 villamoskocsi megérte a villamos közlekedés végnapjait, hiszen végig szolgálatban voltak, és valószínűleg nem bontották el, mivel napjainkban is találkozni lehet néhánnyal.
2002 és 2003 folyamán a MÁV, a Nyírerdő és több vállalkozó közreműködésével felújították a Bvill 812-es számú villamoskocsit, melyet a Hősök terén állítottak ki, és ma is ott látható, illetve látogatható.
A Bvill 882-es igen rossz állapotban van, nem tudni hogy felújítják-e vagy elbontják. A Bvill 891-es villamoskocsi Nagyszálláson, egy telken hétvégi házként funkcionál. Az NyVKV 34-es kocsit 1996-ban Kiss Csaba Levente helyi vállalkozó felújította, és büféként üzemeltette. A kocsit az aradi Weitzer gyár gyártotta 1912-ben. A kocsit 1999-ben a szentendrei múzeumban állították ki.
A Bvill 803, 883, 813, 892, és 893-as villamoskocsikról nem áll rendelkezésre információ.

## Téli Menetrend 1938 – 1939
- Nyíregyháza MÁV p.u.-ról Sátoraljaújhelyre: 4:43, 7:52, 10:33, 13:33, 17:33*, 20:34
- Nyíregyháza MÁV p.u.-ról Bessenyei térre: sűrű villamosforgalom (kb. 10 percenként)
- Nyíregyháza MÁV p.u.-ról Sátoraljaújhelyre gyorssínautóbusz: 7:40, 16:14 (Nyíregyházán még a Bessenyei téren állt meg, azután csak Kótajban)
- A belterületi vonalvezetés.Bessenyei térről Sóstógyógyfürdőre: 4:54, 6:45, 8:04, 8:55, 10:45, 13:15, 13:33, 14:15, 17:44*, 18:45, 20:34
- Bessenyei térről Erdei kitérőig: 4:54, 6:45, 8:04, 8:05, 8:55, 10:15, 10:45, 11:15, 12:18, 13:15, 13:33, 14:15, 15:15, 16:12, 17:15, 17:44*,18:15, ?18:45, 19:15, 20:15, 20:34, 21:10
- Sóstógyógyfürdőtől Nyíregyháza MÁV p.u.-ra: 6:45, 9:16*, 12:46, 15:15, 19:14, 22:36
- Sóstógyógyfürdőtől Nyíregyháza MÁV p.u.-ra gyorssínautóbusz (Sóstógyógyfürdőnél csak leszálló utas számára áll meg, ezen kívül a Bessenyei téren áll meg): 12:17, 19:35
- Sóstógyógyfürdőtől Bessenyei térre: 6:45, 7:25, 9:16*, 9:20, 12:46, 13:45, 14:45, 15:15, 19:06, 19:14, 22:36
- Erdei kitérőtől Bessenyei térre: 6:55, 7:35, 8:35, 9:24*, 9:30, 10:25, 11:25, 12:30, 12:57, 13:55, 14:55, 15:24, 15:48, 16:50, 17:55, 18:55, ?19:16, 19:55, 19:24, 20:25, 21:20, 22:46
- Bessenyei térről Nyíregyháza MÁV p.u.-ra: sűrű villamosforgalom (kb. 10 percenként)